# كيم سي أ
كيم سي أ (بالكورية: 김시아) هي ممثلة كورية جنوبية. ولدت يوم 6 مايو 2008 في سول في كوريا الجنوبية.

## روابط خارجية
- كيم سي أ على موقع IMDb (الإنجليزية)
- كيم سي أ على موقع ألو سيني (الفرنسية)
- كيم سي أ على موقع قاعدة بيانات الفيلم (الإنجليزية)